# Diwall
Diwall est un groupe de musique bretonne à danser, créé en 1995. Le nom « Diwall » (« Attention » en breton) vient de l'interjection lancée par un ami du groupe trébuchant sur un chien à l'entrée d'un bar de l'Aber-Wrac'h.

## Historique
Le groupe Diwall a vu le jour en 1995 dans la région des Abers (Nord Finistère). Ses membres fondateurs sont Dom Duff (guitares) et Patrice Corbel (accordéon diatonique). Ils sont rejoints par Dom Bott (basse), Abalip (percussions) et Franck Fagon (clarinette).. Le line-up de Diwall lui confère un succès rapide dans les festoù-noz de Bretagne et d'ailleurs puis dans de nombreux festivals dans toute l'Europe. Fanny Labiau remplace rapidement Patrice Corbel en 1997. Abalip, musicien léonard quitte aussi le groupe et est remplacé par Nif Lorec. L'été 1998, Loig Troël remplace Fanny pendant quelques mois à l'accordéon. De 2001 à 2004 les nouveaux membres sont Maodez Arc'hant (flûtes) et Erwan Tanguy (accordéon) à la place de Franck Fagon et Fanny Labiau. Après 2004, le groupe est composé des fondateurs Dom Duff et Dom Bott ainsi que Gaël Nicol (biniou), l'australienne Nicola Hayes (violon) et Herri Loquet (batterie, percussions). 
En 2014, à la suite de plusieurs années d'inactivité du groupe, d'anciens membres ont décidé de renouer avec la scène. Ils revisitent essentiellement le répertoire joué entre 1998 et 2001. Le groupe est alors composé de Franck Fagon (clarinette et saxophone soprano ), Loig Troël (accordéon diatonique), Dom Bott (basse), Nif Lorec (percussions), Ali Otmane (guitare). 

## Discographie
- 1997 : Dansall ha nijal (EOG-Coop Breizh)
- 1999 : Setu ar Vuhez (EOG-Coop Breizh)
- 2006 : Diwall (EOG-Coop Breizh)

## Membres

### Membres actuels
- Loig Troël : accordéon diatonique
- Franck Fagon : clarinette, sax soprane
- Ali Otmane : guitare
- Dominique Bott : basse
- Nyf Lorec : percussions

### Anciens membres
- Abalip : percussions (1995-1997)
- Patrice Corbel : accordéon (1995-1997)
- Fanny Labiau : accordéon (1997-2001)
- Erwan Tanguy : accordéon (2001-2004)
- Maodez Arc'hant : flûtes (2001-2004)
- Nicola Hayes : violon (2004)
- Herri Loquet : batterie, percussions (2004)
- Dom DufF : guitare, voix (1995-2004)
- Gaël Nicol : biniou (2004-2009)